# Epirogenese
Die Epirogenese (Herkunft: ēpeiros (griechisch) für Festland) beschreibt über lange Zeiträume erfolgende großflächige Bewegungen der Erdkruste, die eine andauernde Hebung und Senkung ohne Veränderung des Gesteinszusammenhangs und der Struktur bewirken.
Epirogenetische Aufwölbungen und Einsenkungen lassen sich im stabilen Kernbereich der Kontinente, also des Bereichs, der keinen direkten plattentektonischen Vorgängen oder vulkanischen Einflüssen unterliegt, über Distanzen von bis zu mehreren tausend Kilometern nachweisen. Ein Beispiel für eine von Epirogenese betroffene geologische Formation ist der Baltische Schild. Auch für das Ruhrgebiet oder das Colorado-Plateau lassen sich epirogenetische Vorgänge nachweisen.
Die Epirogenese gehört neben der Gebirgsbildung (Orogenese) und dem Vulkanismus zu den reliefaufbauenden Kräften der Erdoberfläche. Anders als bei der Gebirgsbildung kommt es zu keinen Plattenverschiebungen oder -brüchen, sondern lediglich zur Bildung ausgedehnter flacher Schwellen oder Becken. Hebungen und Senkungen führen zu einem Anstieg oder Rückgang des Meeres, so dass epirogenetische Bewegungen in Küstenregionen Strandverschiebungen bewirken.